# Ivica Dačić
Ivica Dačić (en serbio: Ивица Дачић; Žitorađa, 1 de enero de 1966) es un político serbio, líder del Partido Socialista de Serbia y ex primer ministro.
Desde 2008 hasta 2014 fue ministro del Interior de Serbia y desde de 2012 hasta 2014 fue primer ministro del país.

## Biografía
Dačić estudió en un instituto de Niš y se graduó en ciencias políticas por la Universidad de Belgrado.
En 1990 se convierte en el líder de las juventudes del recién creado Partido Socialista de Serbia, para ser nombrado en 1992 como portavoz del partido, cargo que ostentaría hasta 2000. Fue diputado en la Asamblea Federal Yugoslava entre 1992 y 2004.
Tras la dimisión de Slobodan Milošević en 2000, Dačić fue nombrado ministro de Telecomunicaciones en el gobierno de transición dirigido por Milomir Minić. Entre 2000 y 2003 ejerció como vicepresidente del Partido Socialista de Serbia. En diciembre de 2006, tras la muerte de Milošević, fue nombrado presidente del partido.
Tras la victoria en las elecciones de 2008, Dačić fue nombrado vice primer ministro y ministro del Interior.

### Elección como primer ministro de Serbia
Con una nueva victoria electoral en 2012, el 28 de junio de ese mismo año Dačić recibió el encargo de Tomislav Nikolić, el Presidente de Serbia, de ejercer el cargo de primer ministro, que comenzó a ejercer el 27 de julio de 2012. Ha mantenido también el cargo al frente del Ministerio del Interior serbio.
Dacic sirve como ministro de Asuntos Exteriores de la República de Serbia desde junio de 2014. Uno de sus asesores más cercanos es Ivica Tončev.